# Шенбрунн, Светлана Павловна
Светла́на Па́вловна Шенбру́нн (25 марта 1939, Москва — 5 ноября 2022) — русская писательница и переводчица. Член Союза русскоязычных писателей Израиля и международного ПЕН-клуба. Лауреат премии Союза израильских писателей за 2000 год.

## Биография
Родилась в Москве, в семье журналиста, военного корреспондента, писателя Павла Ивановича Шенбрунна (псевдоним Павел Шебунин, 1905—1971). В 1962—1964 годах училась на Высших сценарных курсах, затем работала сценаристом на московском телевидении.
С 1975 года жила в Израиле. Работала редактором в издательстве «Библиотека Алия», в журналах «Арик» и «Сабра». Печаталась в журналах «Время и мы», «Грани», «Континент», «22» и других.
Переводила с иврита на русский язык еврейские народные сказки, произведения израильских писателей XX века, в том числе классиков ивритской литературы — пьесы Й. Бар-Йосефа, романы, повести и рассказы А. Оза, А. Амира, И. Орена, Д. Гроссмана, Ш. Агнона, А. Аппельфельда, И. Кацир и других.
C 1999 года — член редколлегии «Иерусалимского журнала».
Член Союза русскоязычных писателей Израиля и международного ПЕН-клуба. Лауреат премии Союза израильских писателей за 2000 год.
Жила в поселении Гиват-Зеэв.

## Семья
- Муж — Феликс Адольфович Дектор, журналист, переводчик и издатель.
  - Сын — прозаик Давид Дектор. Дочь — писательница Мария Шенбрунн-Амор[6].

## Творчество
Первый сборник рассказов Светланы Шенбрунн вышел в 1990 году в иерусалимском издательстве «Экспресс», спустя год издан на родине автора издательством «Художественная литература», затем переведён на французский язык и выпущен швейцарским издательством «Noir sur Blanc». Сборник, составленный из ранних рассказов 1960—1970-х годов, вызвал у критики ассоциации с творчеством Инги Петкевич или Людмилы Петрушевской: «та же невыдуманность на грани фантастики, спокойный надрыв, здоровое отношение к больным темам»: 
«…суть её рассказов, когда они складываются в единый мозаичный орнамент, это попытки индивидуальности определить своё подлинное место, свой маршрут, себя, наконец, в броуновском движении других характеров и страстей».
За ним последовал сборник рассказов «Искусство слепого кино», изданный в Иерусалиме в 1997 году.

Автобиографический роман «Розы и хризантемы», вышедший в 2000 году в московском издательстве «Текст», выдвигался на соискание Букеровской премии и вошёл в шорт-лист премии 2000 года. По определению критики, в нём «прочерчен уникальный сюжет: как с самых ранних, полумладенческих лет личность, ведя свою войну с миром близких и дальних, отвоёвывает себе в нём пространство… и свою независимость»: 
«…отсутствие авторских „корректирующих“ оценок — отличительная и, если хотите, обаятельная черта романа Светланы Шенбрунн. <...> Такая особенность обусловлена не только оригинальным „субъектом“ повествования, не только тем, что от лица ребёнка, нигде не сбиваясь и не сюсюкая, написан текст для взрослых, в котором привычные „взрослые“ комментарии звучали бы неуместно. На это же работает драматургически выверенное взаиморасположение трёх главных персонажей, увиденных глазами яркой, неординарной и по-своему даже властной личности, пусть ещё и находящейся в становлении».

Отмечая самобытность Шенбрунн в «Розах и хризантемах», другой критик выделяет в манере писателя «страстность и хладнокровие, трепет и беспощадность», а также «полную независимость от сложившихся штампов социального анализа»: 
«Независимость — её естественное состояние, которое даже не удосуживается отстаивать себя. Она пишет, как видит, а видит, как есть. <...> Читатель становится не только свидетелем и соучастником жизни героев, но и соавтором повествователя — вместе с ним осмысляя происходящее и меняя оттенки и оценки».
Следующий роман «Пилюли счастья» публиковался в 2006 году в «Новом мире», в 2010-м вышел отдельным изданием. Повествование, по определению критики, «представляет собой развернутый монолог», «переплетение в романе планов и сюжетных линий, прошлого и настоящего напоминает „Вчерашнюю вечность“ Бориса Хазанова. Ближе к финалу временное напластование давно прошедшего на настоящее плавно сменяется смешением, диффузией. <…> Конец романа — сползание в безумие, искусно, почти математически и притом до ужаса убедительно выстроенное…»
Проза Светланы Шенбрунн печатается в журналах «Дружба народов», «Новый мир», «Студия», «Иерусалимский журнал».

### Произведения

#### Сборники рассказов
- Декабрьские сны: Рассказы / Светлана Шенбрунн. — Иерусалим: Экспресс, 1990.
  - Декабрьские сны : Повесть и рассказы = [Содерж.: Завтра: Повесть; Рассказы: Брат мой; Аня; Утро; Мальчик; В маленьком городке на берегу большой реки; Сверчок-Бурачок; Голос; Справка; Остановка; Ступени, и др.] / Светлана Шенбрунн. — М.: Худож. лит., 1991. — 347 с. — 44 000 экз. — ISBN 5-280-02374-4.
  - Rêves de décembre (фр.) / S. Schönbrunn ; trad. du russe par M. Davidenkoff. — Montricher: Editions Noir sur Blanc, 1991. — 211 p. — ISBN 2882500246.
- Искусство слепого кино. Рассказы / Светлана Шенбрунн. — Иерусалим, 1997. — 166 с. — ISBN XX000000104285.

#### Романы
- Розы и хризантемы : Роман / Светлана Шенбрунн. — М.: Текст, 2000. — 524 с. — (Открытая книга). — 5000 экз. — ISBN 5-7516-0095-9.[9]
  - Розы и хризантемы : Роман / Светлана Шенбрунн. — СПб.: Инапресс, 2000. — 665 с. — (Литературная премия Smirnoff-Букер). — 650 экз. — ISBN 5-87135-127-1.
- Пилюли счастья : Роман / Светлана Шенбрунн. — М.: Текст, 2010. — 474 с. — (Проза еврейской жизни). — 3000 экз. — ISBN 978-5-7516-0911-5.

### Переводы
- Бар-Йосеф Й. Трудные люди и другие пьесы / пер. с иврита С. Шенбрунн. — М.: Текст, 2001. — 320 с. — 2000 экз. — ISBN 5-7516-0018-5.
- Кипарисы в сезон листопада : рассказы израильских писателей = [Содерж.: Фернхайм / Ш. Й. Агнон; На обочине нашего города / А. Аппельфельд; Развод / Д. Барон; Кипарисы в сезон листопада / Ш. Голан; Фукусю / И. Орен; Яблоки в меду / И. Хендель; Иерусалим небесный / А. Шахан; В осаде и в неволе / Г. Шофман] / сост. и пер. с иврита С. Шенбрунн. — М.: Текст, 2006. — 251 с. — (Проза еврейской жизни). — 5000 экз. — ISBN 7-7516-0543-8.
- Гроссман Д. См. статью «Любовь» / пер. с иврита С. Шенбрунн. — М.: Текст, 2007. — 997 с. — (Проза еврейской жизни). — 3000 экз. — ISBN 978-5-7516-0672-8.
- Отпусти народ мой! / С. Шенбрунн. — М.: Текст ; Книжники, 2011. — 32 с. — 5000 экз. — ISBN 978-5-7516-0971-9.
- Бар-Йосеф Х. Музыка / Пер. с иврита С. Шенбрунн. — М.: Текст, 2015. — 224 с. — 1000 экз. — ISBN 978-5-7516-1279-5.